# Rivière Fildegrand
La rivière Fildegrand est un tributaire de la rive ouest de la rivière Dumoine. La rivière Fildegrand coule dans le territoire non organisé Les Lacs-du-Témiscamingue, dans la municipalité régionale de comté (MRC) Témiscamingue, dans la région administrative de Abitibi-Témiscamingue, au Québec, au Canada.

## Géographie

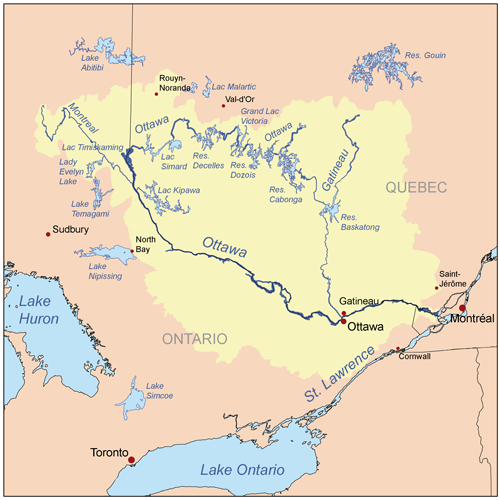
Bassin hydrographique de la rivière des Outaouais.

Les bassins versants voisins de la rivière Fildegrand sont :
- côté nord : lac Ramé, lac du Fils ;
- côté est : rivière Dumoine, lac à la Carabine, lac Malouin, lac aux Sangsues ;
- côté sud : rivière des Outaouais ;
- côté ouest : lac du Pin Blanc, rivière du Pin Blanc, rivière à l'Ours, petite rivière à l'Ours.

La rivière Fildegrand prend sa source au lac Fildegrand (altitude : 353 m), situé dans le territoire non organisé Les Lacs-du-Témiscamingue et dans la zec Dumoine, soit au nord-est du lac du Fils, au sud du lac du Pin Blanc et au nord-ouest du lac Duncan. Le lac du Fils s'avère le plus important plan d'eau du bassin versant de la rivière Fildegrand. Ce dernier lac draine par sa rive est les eaux des lacs Ojibway, Swansea, de la Fouine et des Iroquois.
La rivière Fildegrand coule généralement vers le sud-est dans une vallée en traversant plusieurs plans d'eau : lac au Sable (extrémité ouest), lac Six Milles et lac Dixon. À partir du barrage situé à l'embouchure du lac du Fils, la rivière Fildegrand coule sur :
- 1,8 km jusqu'à la décharge (venant du nord-est) du lac du Râle (altitude : 329 m) et du Cochon (altitude : 329 m) ; ce dernier lac reçoit les eaux de la décharge du lac à la Carabine et du lac Koti ;
- 4,5 km jusqu'à la décharge (venant du nord-est) du lac à la Course (altitude : 338 m) ;
- 4,8 km jusqu'à la décharge du lac de la Passe (altitude : 338 m) ;
- 3,1 km jusqu'à la rive nord du lac Six Milles (altitude : 316 m).

Le courant de la rivière Fildegrand traverse le lac Six Milles sur 8,2 km vers le sud-est. À partir du lac Six Milles, la rivière coule sur 9,8 km vers le sud-est en traversant les rapides des Quatre Milles, jusqu'à la rive nord-ouest du lac Dixon. Le courant traverse le lac Dixon (altitude : 244 m) sur 3,0 km vers le sud-ouest jusqu'au barrage Dixon situé à son embouchure. De là, la rivière Fildegrand coule sur 2,4 km vers l'est en traversant plusieurs rapides, jusqu'à la décharge du lac Cullin (altitude : 227 m). Puis la rivière coule sur 5,3 km vers le sud en traversant plusieurs rapides, jusqu'à son embouchure.
La rivière Fildegrand est un affluent de la rive ouest de la rivière Dumoine. À partir de cette embouchure, la rivière Dumoine coule sur 5,0 km vers le sud pour se déverser au fond d'une baie longue de 4,2 km, sur la rive est du lac Holden, lequel est traversé par la Outaouais.

## Toponymie
La graphie du toponyme rivière Fildegrand est dérivée de fils du Grand qui est en lien avec l'hydronyme Lac du Fils lequel est un plan d'eau de la partie supérieure de la rivière Fildegrand.
Le toponyme rivière Fildegrand a été officialisé le 5 décembre 1968 à la Commission de toponymie du Québec.